# Magyarnándor
Magyarnándor är en ort (by) i provinsen Nógrád i norra Ungern. Orten har 1 052 invånare (2024), på en yta av 18,67 km². Den ligger cirka 13 kilometer sydost om Balassagyarmat.